# Westchester
Westchester County là một quận trong tiểu bang của New York. Đây là quận đông dân thứ hai trong tiểu bang  New York, sau Bronx,  và quận đông dân nhất ở phía bắc thành phố New York. Theo điều tra dân số năm 2010, quận có dân số 949.113, ước tính đã tăng lên 967.506 vào năm 2019.  Nằm ở thung lũng Hudson, Westchester có diện tích 450 dặm vuông (1.200 km 2), bao gồm sáu thành phố, 19 thị trấn và 23 làng. Được thành lập vào năm 1683, Westchester được đặt theo tên của thành phố Chester, Anh.  Các quận lân cận là thành phố White Plains, trong khi đô thị đông dân nhất trong quận là thành phố Yonkers, với khoảng 199.663 dân vào năm 2018.
Thu nhập bình quân đầu người hàng năm của Westchester là 67.813 đô la vào năm 2011. Thu nhập hộ gia đình trung bình năm 2011 là 77.006 đô la là cao thứ năm ở New York (sau các hạt Nassau, Putnam, Suffolk và Rockland) và cao thứ 47 ở Hoa Kỳ.  Vào năm 2014, thu nhập hộ gia đình trung bình của quận đã tăng lên $ 83,422.  Quận Westchester đứng thứ hai trong tiểu bang New York về thu nhập trung bình trên mỗi người, với mức thu nhập cao hơn trong các hộ gia đình nhỏ hơn. Đồng thời, Quận Westchester có thuế bất động sản cao nhất của bất kỳ quận nào tại Hoa Kỳ vào năm 2013.
Quận Westchester là một trong những quận nằm ở trung tâm khu vực đô thị New York. Quận được định vị với Thành phố New York, cộng với các hạt Nassau và Suffolk (trên Long Island, qua Long Island Sound), ở phía nam; Quận Putnam về phía bắc của nó; Hạt County, Connecticut về phía đông; và Hạt Rockland và Hạt Bergen, New Jersey qua sông Hudson về phía tây. Westchester là khu vực ngoại ô đầu tiên có quy mô trên thế giới phát triển, chủ yếu là do sự phát triển của tầng lớp trung lưu thượng lưu của toàn bộ cộng đồng vào cuối thế kỷ 19 và sự gia tăng dân số nhanh chóng sau đó.  Vì nhiều con đường của Westchester vàkết nối vận chuyển hàng loạt đến Thành phố New York, cũng như biên giới chung của nó với Bronx, thế kỷ 20 và 21 đã chứng kiến phần lớn quận, đặc biệt là phần phía nam, trở nên phát triển dày đặc như chính Thành phố New York.